# Aeroportul Regional Jack Brooks
Aeroportul Regional Jack Brooks (IATA: BPT, ICAO: KBPT, FAA LID: BPT) este un aeroport din Texas, Statele Unite ale Americii ce deservește zona Beaumont⁠(d). Aeroportul a fost tranzitat în 2019 de 58.136 de pasageri.
Situat la o altitudine de 5 m, aeroportul dispune de 2 piste.

## Infrastructură

### Piste
Aeroportul dispune de 2 piste. Pista 12/30 are suprafața de beton și dimensiunile 6.750 picioare × 150 picioare. Pista 16/34 are dimensiunile 5.070 picioare × 150 picioare. 